# Michelangelo Luchi
Michelangelo kardinal Luchi, O.S.B., italijanski diakon in kardinal, * 20. april 1744, Brescia, † 29. september 1802.

## Življenjepis
23. februarja 1801 je bil povzdignjen v kardinala in pectore.
28. septembra 1801 je bil ponovno povzdignjen v kardinala in imenovan za kardinal-duhovnika S. Maria della Vittoria.
18. avgusta 1802 je bil imenovan za prefekta v Rimski kuriji.